# Nindzsakard

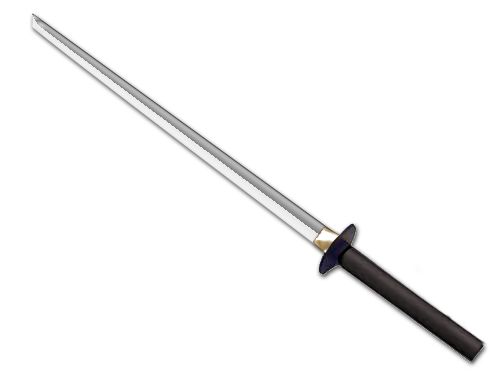

A nindzsák kardja, a nindzsató, nindzsaken, vagy sinobigatana, egyszerű és díszítés nélküli volt. A nindzsák nemcsak egyenes pengéjű kardokat használtak, hanem ívelteket is, de legfőképp olyat, ami a rendelkezésükre állt (pl. kovácsok által kidobott selejtes kardokat). Mivel csak egy eszköz volt a többi közt (lehetett használni ajtófeszítésre, ásásra stb.), nem övezte nagy tisztelet, bár kétségkívül fontos szerepe volt.
Lopakodáskor a nindzsák gyakran egyensúlyozták a tokot a kard végén, ezért ha az beleakadt az ellenségbe, rögtön vághattak.